# RTL Zwei
RTL Zwei (Eigenschreibweise RTLZWEI, bis Oktober 2019 RTL II, bis 1999: rtl 2, bis 1996: RTL 2) ist ein deutschsprachiger Fernsehsender, der von der RTLZWEI Fernsehen GmbH & Co. KG betrieben wird. RTL Zwei ist gemäß dem Rundfunkstaatsvertrag ein privater Fernsehsender mit Vollprogramm. Für Österreich und die Schweiz werden Varianten des Hauptprogramms mit national eingefügten Werbeinseln produziert. RTL Zwei ist in Deutschland der zweite Ableger der RTL Group.
Angesiedelt ist das Unternehmen südlich von München in der Gemeinde Grünwald, neben dem Gelände der Bavaria Film; lediglich die Nachrichtenredaktion befindet sich in Köln bei RTL News GmbH, dem Nachrichten- und Magazin-Produzenten von RTL Deutschland. Dort werden auch unter Verwendung der Produktionstechnik der Kölner die RTL Zwei News produziert, die der Sender von Montag bis Freitag gegen 16 Uhr ausstrahlt.
Die sendereigenen Formate von RTL Zwei werden als Auftragsproduktionen von unabhängigen Produzenten erstellt, so zum Beispiel Berlin – Tag & Nacht von der Filmpool Film- und Fernsehproduktion oder Der Trödeltrupp von der Good Times Fernsehproduktions-GmbH. Neben den Auftragsproduktionen hat RTL Zwei Spielfilme und US-amerikanische Serien im Programm.
Vermarktet wird der Sender von El Cartel Media.

## Erscheinungsbild

### Schreibweise
Ab 1999 wurde das Logo mit der römischen Zwei als Schreibweise (RTL II) mehrfach leicht modifiziert. Am 7. Oktober 2019 unterzog sich der Sender einem Redesign. Die römische II blieb dem Logo zwar weiter erhalten, die Schreibweise des Senders änderte sich im Zuge der Umgestaltung jedoch von RTL II zu RTL Zwei. Der Sender wirbt mit den Slogans „Zeig mir mehr“ und „Sieh's mal zwei“.

### Slogans
- 1993 – 2009: „Macht einfach Spaß“
- 2009 – 2014: „It’s Fun“
- seit 2016: „Zeig mir mehr“
- seit 2020: „Sieh’s mal zwei“

### Senderlogos
Das Cornerlogo ist seit 1996 bereits in Grautönen und transparenten Ansätzen gehalten. Eine Ausnahme hierbei bildet der 14. Juli 2014, als das Logo in den Farben der deutschen Flagge gehalten wurde, als Anerkennung des vierten Weltmeistertitels der deutschen Fußballnationalmannschaft bei der Fußball-Weltmeisterschaft 2014. Ab 0:00 Uhr war das R in schwarz, das T in Rot und das L in Gelb gehalten, für 24 Stunden. Der Kreis mit den zwei Strichen war weiterhin grau/transparent.

Logo von RTL 2 ab 1993
Logo ab 1996
Logo von RTL II ab 1999
Logo ab 2002
Logo ab 2009
Logo ab August 2011
Logo ab 2. Februar 2015
Logo von RTL Zwei seit 7. Oktober 2019

Logos mit HD-Hinweis

Ab August 2011
Ab 2. Februar 2015
Ab 7. Oktober 2019

Kinderprogramm

Cornerlogo von 1999 bis 2000

## Gesellschafter
- RTL Group S.A. (35,9 %)[7]
- Heinrich Bauer Verlag KG (31,5 %)[7][8]
- Tele München Fernseh GmbH & Co. Medienbeteiligung KG (31,5 %,[7] davon je 50 % Tele München Gruppe und The Walt Disney Company)
- Burda GmbH (1,1 %)[7]

## Geschichte

Geplantes Logo zum Sendestart 1992

Das Unternehmen wurde 1992 gegründet und beschäftigt nach eigenen Angaben ca. 240 Mitarbeiter, Geschäftsführer ist seit Juni 2014 Andreas Bartl.
Zunächst war ein erster Sendebeginn für den 26. September 1992 angesetzt, das Programm war bereits in den Programmzeitschriften abgedruckt. Da die Hessische Landesanstalt für Privaten Rundfunk gegenüber der Direktorenkonferenz der Landesmedienanstalten mehrfach Bedenken bezüglich der Gesellschafterstruktur geäußert hatte, wurde die Erteilung der Sendelizenz bis auf weiteres verweigert. Zusätzlich sollte eine Verflechtung mit dem Namensvetter RTL (damals noch mit dem Zusatz plus) verhindert werden, da auch die RTL-Eigentümer, die CLT, Bertelsmann, Burda und die FAZ an RTL 2 beteiligt waren. Um eine Sendegenehmigung zu erhalten, mussten ihre Anteile unter 25 Prozent gesenkt werden und die CLT musste den vorherrschenden Einfluss im RTL-Programmbeirat verringern.
Aufgrund von Unstimmigkeiten zwischen Burda, der Tele München Gruppe, der CLT und Bertelsmann – die beiden letzteren wollten sich in einem Zusatzvertrag eine Option auf eine spätere Umwandlung in einen Spielfilmsender freihalten – konnten die nötigen Verträge bei der hessischen Landesmedienanstalt erst am 9. Februar 1993 vorgelegt werden. Inzwischen waren weitere Starttermine, der 28. November 1992 und der 23. Januar 1993, verstrichen. Seit 22. Januar 1993 war über den Satelliten Eutelsat II-F1 auf der Orbitalposition 13° Ost ein Testbild mit der Inschrift „Bald geht’s los!“ aufgeschaltet.
Nachdem die Gesellschafterverhältnisse geklärt waren, wurde am 1. März 1993 bei einer Sondersitzung der Anstaltsversammlung die Sendelizenz erteilt. RTL 2 ging am 6. März 1993 um 6:09 Uhr mit dem Spielfilm Ein reizender Fratz auf Sendung. Das Programm wurde auf der ehemaligen Astra-Satellitenfrequenz des Sportkanals, über Eutelsat und im Kabel ausgestrahlt – war allerdings in vielen Zeitschriften zunächst nicht abgedruckt. Zu dieser Zeit konnte das Programm in etwa 40 Prozent der deutschen Haushalte empfangen werden.
Im Juni des darauf folgenden Jahres wechselte RTL 2 seinen Standort von Köln-Marsdorf nach München, im Gegenzug wurde das Programm dort terrestrisch aufgeschaltet.
Erstmals konnte RTL 2 1998 einen Gewinn verzeichnen. Der Gewinn 2003 betrug 64,2 Millionen Euro. Der Bruttowerbeumsatz liegt seit 2016 über einer Milliarde Euro und betrug im Jahr 2018 rund 1,15 Milliarden Euro.
Im Februar 1999 änderte sich die Senderbezeichnung von RTL 2 zu RTL II. Für großes Aufsehen sorgte RTL II im Jahr 2000 mit den ersten Staffeln der Reality-Show Big Brother und der Castingshow Popstars.
Im September 2002 wurde die Satellitenzulassung für RTL II bis zum März 2008 verlängert, auch weil durch Einführung weiterer Nachrichtensendungen der Informationsanteil am Programm erhöht wurde und somit der Charakter eines Vollprogramms erhalten blieb.
Die im August 2011 auf RTL2.de eingeführte Mediathek des Senders wurde im Februar 2012 in das neu errichtete Video-on-Demand-Portal RTL II Now überführt, welches wiederum im November 2021 in das von RTL Deutschland geführte Streamingportal RTL+ integriert wurde.

### Marktanteile (Zuschauer ab drei Jahren)
Die erfolgreichsten Jahre von RTL Zwei, gemessen an den Marktanteilen, waren die Jahre 2000 und 2004. Ausschlaggebend dafür war vor allem der Erfolg von Big Brother.
| Jahr | ab 3 Jahre |
| ---- | ---------- |
| 1993 | 2,6 %      |
| 1994 | 3,9 %      |
| 1995 | 4,6 %      |
| 1996 | 4,5 %      |
| 1997 | 4,0 %      |
| 1998 | 3,8 %      |
| 1999 | 4,0 %      |
| 2000 | 4,8 %      |

| Jahr | ab 3 Jahre |
| ---- | ---------- |
| 2001 | 4,0 %      |
| 2002 | 3,9 %      |
| 2003 | 4,7 %      |
| 2004 | 4,9 %      |
| 2005 | 4,2 %      |
| 2006 | 3,8 %      |
| 2007 | 3,9 %      |
| 2008 | 3,8 %      |

| Jahr | ab 3 Jahre |
| ---- | ---------- |
| 2009 | 3,9 %      |
| 2010 | 3,8 %      |
| 2011 | 3,6 %      |
| 2012 | 4,0 %      |
| 2013 | 4,2 %      |
| 2014 | 3,9 %      |
| 2015 | 3,7 %      |
| 2016 | 3,5 %      |

| Jahr | ab 3 Jahre |
| ---- | ---------- |
| 2017 | 3,2 %      |
| 2018 | 3,0 %      |
| 2019 | 2,9 %      |
| 2020 | 2,7 %      |
| 2021 | 2,5 %      |
| 2022 | 2,6 %      |
| 2023 | 2,4 %      |
| 2024 | 2,2 %      |

## Programm

### Kinderprogramm
Das damalige Kinderprogramm von RTL II war der inoffizielle Nachfolger des Bim-Bam-Bino-Programmes von Tele 5, das bei Kabel 1 als Bim Bam Bino und bei RTL II als Vampy fortgesetzt wurde. RTL II besaß das umfangreichste Anime-Angebot aller frei empfangbaren deutschsprachigen Fernsehsender. Anfangs kamen Anime durch italienische Programmpakete, bei denen amerikanische Serien mit Anime gemischt waren, denn Anime waren immer die quotenstärksten der gemischten Serien. 1999 war die Zusammenstellung von Pokémon, Sailor Moon und Dragon Ball ein so durchschlagender Erfolg für RTL II, so dass direkt mit japanischen Firmen Kontakt aufgenommen wurde und weitere Serien hinzukamen. Weitere Ambitionen waren ein eigener Sender für solche Serien, sowohl als auch Koproduktionen. Diese Pläne wurden aber wieder verworfen. Von 1993 bis 2006 hat man die Mehrheit an neuen Anime-Serien gezeigt, wo die Anzahl bis an die 70 Serien reichte. Von 2007 bis 2013 waren es lediglich knapp fünf neue Serien. Der Rückgang des Anime-Programmes wird dadurch begründet, dass es zwar eine stabile Stammzuschauerschaft mit „hervorragenden Teenagerwerten“ und große Fangruppen gäbe, dass aber die neue Generation von unter 14 Jahre alten Kindern, nicht mehr so auf Anime reagiert und dieser Marktanteil von 50 % auf 15 % gesunken ist und diese eher Super RTL und KIKA schauen. Die Quoten bei der werberelevanten Zielgruppe haben sich stets verschlechtert, was sich auf den Senderdurchschnitt ausgewirkt hat.
Zwischen den Sendungen wurde seit 2004 Pokito TV gezeigt, ein Format für Kinder, das sich oft um Anime dreht, aber auch Freizeitthemen und Sportarten auf sehr simple Weise demonstriert. Pokito TV dauerte zwischen drei und fünf Minuten. Die Sendung war eine Weiterentwicklung der früheren Kurzmagazine Vampy und Be, die von den namensgebenden Stoffpuppen moderiert wurden. Die Moderationen von Pokito wurden betont „spontan“ gehalten, allerdings waren fast sämtliche Dialoge von Erwachsenen zu Kindern zuvor abgesprochen und vorformuliert. Produziert wurde dieses Format von der Ananas TV & Film GmbH. Von September 2008 bis Ende 2009 wurde das Konzept etwas verändert und zu My Pokito umbenannt. Dies beinhaltete jeden Nachmittag ein interaktives Live-Programm, welches sich um Stars, Games oder Trends drehte. Es wurde im TV etwa fünf Minuten live gezeigt und danach noch zwanzig Minuten lang live im Web. Die Sendung wurde aufgrund rückläufiger Quote zum Jahresende 2009 eingestellt. Das Nachmittagsprogramm wurde seitdem weiterhin unter dem Label My Pokito gesendet.
Im Februar 2011 gab RTL II bekannt, das nachmittägliche Kinderprogramm ab Ende April 2011 werktäglich zu Gunsten von Unterhaltungssendungen und Sitcoms aufgeben zu wollen. Zu diesem Zeitpunkt war RTL II das letzte Vollprogramm, das noch ein Kinderprogramm im werktäglichen Nachmittagsprogramm ausstrahlte. Seitdem beschränkte sich das Kinderprogramm auf einige Anime-Fernsehserien am Sonntagmorgen. Im Februar 2013 gab RTL II bekannt, dass das am Sonntagvormittag ausgestrahlte Kinderprogramm zum 21. April 2013 beendet wird. Noch im April wurde ein eigener Netz-Kanal für Anime gestartet. Unter www.rtl2anime.de war es möglich, online Animeserien zu sehen.
Am 6. März 2023 feierte der Sender sein 30-jähriges Bestehen und zeigte in diesem Zuge erneut die drei Anime-Serien Mila Superstar, Sailor Moon und Dragon Ball. Aufgrund hoher Einschaltquoten wurden die drei Serien daraufhin regelmäßig ins Sonntagsprogramm integriert.

### Nachmittagsprogramm
Am Nachmittag sendete RTL II werktäglich Comedyserien und Sitcoms. Auch Serien mit britischem Humor wie beispielsweise Blackadder wurden gezeigt, auch King of Queens und Immer wieder Jim waren im Programm. Seit 2007 gab es keine neuen Serien am Programm, als Grund nannte man, dass die attraktiven Sitcoms alle bei ProSieben seien. Am 26. Mai 2012 wurde bekannt, dass der Sender zum 2. Juli 2012 alle Sitcoms aus dem Programm entfernt und sich auf eigenproduzierte Doku-Soaps und Reality-Formate konzentriert. Diese Programmfarbe prägt bis heute das Programm von RTL Zwei.

### Vorabendprogramm
Am Vorabend sendet RTL Zwei werktäglich die Sozialreportage Hartz und herzlich sowie die Soap Berlin – Tag & Nacht. Die tägliche Soap Köln 50667 wurde nach elf Jahren am 13. Juni 2024 zum letzten Mal im linearen Fernsehen gezeigt und anschließend auf RTL+ exklusiv fortgeführt.
Samstags werden Spielfilme gezeigt, Sonntags erfolgt die Ausstrahlung von Doku-Soaps und Magazinen wie Grip – Das Motormagazin.

### Abendprogramm
Besonders erfolgreich in der Primetime sind eigenproduzierte Doku-Soaps, wie Die Geissens – Eine schrecklich glamouröse Familie und Frauentausch und die Wollnys - Eine schrecklich große Familie.
Zu den erfolgreichsten Serien von RTL II im Abendprogramm gehörten und gehören verschiedene Serien, die aus den USA importiert werden. So zum Beispiel Game of Thrones, The Walking Dead, Marvel’s Agents of S.H.I.E.L.D., 24, Californication und Dexter. Auch im Nachtprogramm laufen US-amerikanische Serien wie Autopsie – Mysteriöse Todesfälle und Flashpoint.
Ein weiterer wesentlicher Bestandteil des Abend- und Nachtprogramms ist die Ausstrahlung von Spielfilmen. Neben einer Vielzahl an amerikanischen Produktionen etablierte RTL II hierbei ab 2004 die Ausstrahlung indischer Bollywood-Produktionen im deutschen Fernsehen.
Im Herbst 2015 wurde eine neue Gameshow mit Simon Gosejohann namens Fake Reaktion! – einer täuscht immer ausgestrahlt. Im Frühjahr 2017 zeigte RTL II das Lizenzformat Naked Attraction.
Im Juni 2022 kündigte RTL Zwei auf den Screenforce Days an, künftig am Donnerstagabend mehrere Neuauflagen von alten Spielshow-Klassikern zu zeigen. Am 26. Januar 2023 startete das Glücksrad, zunächst mit Sonya Kraus und Thomas Hermanns, der später durch Guido Cantz ersetzt wurde. Genial daneben folgte am 4. Mai 2023 zunächst am Donnerstagabend und wurde für die dritte Staffel im Oktober 2024 auf den Montag verschoben. Den Platz am Donnerstagabend hat das Comedyformat NightWash übernommen.

## Eigene fiktionale Fernsehserien
Die erste eigene fiktionale Fernsehserie von RTL II für die Prime Time war die dreiteilige Krimiserie Gottlos – Warum Menschen töten, die im Februar 2016 ausgestrahlt wurde. Im September 2016 wurde die vierteilige Krimi-Dramaserie Neandertaler ausgestrahlt. Am 11. September 2017 strahlte RTL II eine Pilotfolge seiner dritten eigenen fiktionale Fernsehserie für die Prime Time Call the Boys – 4 Männer für gewisse Stunden aus.

## Deutschland-Premieren
RTL II führte manche Sendeformate aus dem Ausland als erster Sender im deutschen Fernsehen ein. Einige dieser Sendeformate (z. B. Gerichtsmedizin-Serien) wurden später von anderen Sendern übernommen.
Zu den Premieren auf RTL II zählen unter anderem:
- The Final Countdown: Eine Sendung anlässlich der Jahrtausendwende, die 24 Stunden dauerte und die Feierlichkeiten an verschiedenen Orten auf der ganzen Welt zeigte.
- Popstars war im Jahr 2000 die erste Castingshow im deutschen Fernsehen.
- Jack Point Jack war der erste interaktive Spielfilm im deutschen Fernsehen.
- Die neuen Fernsehmacher: Laien schlugen Konzepte für neue Fernsehsendungen vor. Von den acht besten wurde jeweils eine Folge gedreht. Die beste Sendung Was passiert, wenn…? wurde mit drei Folgen im öffentlich-rechtlichen Fernsehen ausgestrahlt.
- Bollywood-Filme: Am 19. November 2004 sendete RTL II mit In guten wie in schweren Tagen (Originaltitel: Kabhi Khushi Kabhie Gham) den ersten synchronisierten Bollywood-Film im deutschen Fernsehen und erreichte eine Einschaltquote von über 12,3 % in der Zielgruppe der 14- bis 49-Jährigen.[52] Aufgrund des großen Erfolges werden seither immer wieder indische Filme gesendet. Zuvor gab es Bollywood-Filme auf Hindi mit deutschen Untertiteln auf den Sendern Arte und Vox.

## Beanstandungen des Programms
Die für die Sendelizenz von RTL II zuständige hessische Landesanstalt für privaten Rundfunk hat verschiedene Programme von RTL II beanstandet. So wurde 2000 die Ausstrahlung von pornografischen Filmen beanstandet. Ein 1999 in der Sendung Peep! ausgestrahltes „Interview“ mit einer Gummipuppe, die den damaligen Kanzler Gerhard Schröder darstellte, wurde als ehrverletzend gerügt.
Ende des Jahres 2004 wurde dem Sender vorgeworfen, illegal Werbung während des Kinderprogramms ausgestrahlt zu haben. Die Art der Ausstrahlung von Anime im Programm von RTL II wurde von Seiten der Fans häufig kritisiert. Die Kritik bezieht sich auf die Sendezeit, die vorgenommenen Schnittbearbeitungen und der Dialogbücher. Erste Kritik kam auf bei Dragonball. Die Serie wurde teils geschnitten und sinnentfremdet synchronisiert ausgestrahlt, so schießen in der deutschen Fassung die Gegner mit Gummigeschossen statt mit scharfer Munition und „schlüpfrige“ Witze werden nicht als solche übersetzt. Dabei wird RTL II vorgeworfen, nicht aus pädagogischen Gründen gehandelt zu haben, sondern um die Eltern der Zuschauer nicht zu verärgern und so die Quote nicht zu gefährden. Gab es zunächst seitens RTL II Bemühungen, nach den Wünschen der Fans zu handeln, indem man z. B. bei Dragonball die Manga-Vorlage zur Übersetzung benutzte anstatt die französische Vorlage, ist man später nicht mehr auf diese Weise auf die Fans eingegangen. RTL II hat verschiedene Serien nicht nach Maßnahmen des Jugendschutzes bearbeitet, in einigen Fällen wurden trotz vorliegender Tagesfreigaben Sendungen für die Ausstrahlung bearbeitet. Außerdem war RTL II der einzige Lizenznehmer in Europa, der im 21. Jahrhundert umfangreiche Zensuren im Bild und Dialog beauftragte (Naruto) und auch Folgen ausließ (Dragon Ball GT). Die Fanseite Animedigital.de beschreibt die Aktionen von RTL2 als reinen „Aktionismus“.
Für die Mitte 2005 von RTL II ausgestrahlte Sendung Nutella – Die Geburtstagsshow musste der Sender 45.000 Euro Bußgeld wegen verbotener Schleichwerbung zahlen. Auch bei der Sendung Big Brother wurde Schleichwerbung festgestellt. Mit der Ausstrahlung der Sendung beschäftigten sich die Medienwächter schon im Vorfeld, kamen aber trotz erheblicher Bedenken zu der Auffassung, dass die Achtung der Menschenwürde in der Sendung gewahrt bliebe.
Der Sender wurde in den Medien spätestens seit 2009 verstärkt wegen der Qualität und Authentizität seiner selbstproduzierten Dokumentationsformate kritisiert. Nachdem 2010 die Mehrzahl der im Rahmen einer „Programmoffensive“ gestarteten neuen Formate sowohl bei der Kritik als auch beim Publikum durchfielen, wurde im August 2010 die Unterhaltungschefin Julia Nicolas entlassen. Der Sender selbst stellte in einer Pressemitteilung einen direkten Zusammenhang zu einer „Maßnahme für mehr Programmqualität“ her. Der Sender erklärte, neue Formate würden künftig einen „standardisierten Evaluationsprozess durchlaufen“, außerdem solle zukünftig der Vermarkter des Senders El Cartel „für die Umsetzung der neu gesteckten Ziele stärker eingebunden werden“.
Bei der Sendung Tatort Internet – Schützt endlich unsere Kinder wurde im Oktober 2010 rechtlich geprüft, ob Programmgrundsätze, Persönlichkeitsrechte und Jugendschutzbestimmungen eingehalten werden.
Die Sendung X-Diaries hat im Jahr 2011 innerhalb von drei Monaten 37 mal gegen den Jugendschutz verstoßen.

## Empfang

### Kabel
RTL Zwei ist in allen deutschen und österreichischen Kabelnetzen zu empfangen.

### DVB-T/2
In manchen Regionen Deutschlands ist RTL Zwei auch über das digitale Antennenfernsehen Freenet TV zu empfangen, in Österreich gibt es mit simpliTV die Möglichkeit, den Sender über digitales Antennenfernsehen zu empfangen. Die Angebote in Österreich und in Deutschland sind kostenpflichtig.

### Satellit
- digital via Astra 1L, 19,2° Ost, Frequenz 12,188 GHz horizontal, Symbolrate 27500, FEC 3/4 im Digitalpaket der RTL Group.
- digital via Astra 1L, 19,2° Ost, Frequenz 12,227 GHz horizontal, Symbolrate 27500, FEC 3/4 (RTL II Österreich)
- digital via Hot Bird 6, 13.0° Ost, Frequenz 11,054 horizontal, Symbolrate 27500, FEC 5/6 (RTL 2 Schweiz)[72]

### IPTV
RTL Zwei wird auch in den Netzen der DSL-Betreiber Telekom Deutschland, Vodafone, 1und1 und Telefónica als IPTV verbreitet.

### RTL Zwei HD
Seit 1. Dezember 2010 sendet RTL Zwei (bis 7. Oktober 2019 als RTL II) im Simulcast-Verfahren auf der Plattform HD+ seine deutsche HD-Variante des Senders. Auch in den großen Kabelnetzen von Vodafone und derer Tochter Unitymedia sowie im DSL-Netz der Telekom und Vodafone wird RTL Zwei in HD verbreitet, ebenso über Eutelsat Kabelkiosk. In Österreich sendet RTL Zwei über HD Austria.

## RTL II You
RTL II You war ein Online-Sender und On-Demand-Angebot von RTL II, das von 2016 bis 2017 existierte.